# Gratiot (Ohio)
Gratiot è un villaggio degli Stati Uniti d'America, situato nello stato dell'Ohio, diviso tra la contea di Licking e la contea di Muskingum.